# Bilancio idrofilo-lipofilo
Il bilancio idrofilo-lipofilo di un tensioattivo è una misura del suo grado di idrofilicità o di lipofilicità, determinato calcolandolo in base alle differenti regioni della molecola, come è stato descritto da Griffin nel 1949. Sono stati suggeriti anche altri metodi, in particolare nel 1957 da Davies.
Griffin ha proposto il parametro HLB = hydrophilic-lipophilic balance per definire le caratteristiche di un tensioattivo.
Ad un tensioattivo non ionico, teoricamente idrofilo al 100%, viene assegnato il valore di 20. Tensioattivi con HLB superiore a 10 sono idrofili e quindi tendenzialmente solubili in acqua mentre quelli con HLB inferiore a 10 sono lipofili e quindi tendenzialmente solubili negli oli.

## Il metodo Griffin
Il metodo di Griffin introduce la misurazione HLB (Hydrophilic-Lipophilic balance) e si calcola in questo modo:
{\displaystyle HLB=20*M_{h}/M}
Dove {\displaystyle M_{h}} è la massa molecolare della porzione idrofila della molecola e {\displaystyle M} è la massa molecolare dell'intera molecola. Questa formula da un risultato compreso tra 0 e 20.
Un valore di HLB corrispondente a 0 descrive una molecola completamente lipofila ( {\displaystyle M_{h}=0} ), mentre un valore HLB di 20 corrisponde ad una molecola completamente idrofila ( {\displaystyle M_{h}/M=1} ).
L'HLB può essere usato per conoscere le proprietà tensioattive di una molecola:
- Un valore compreso tra 0 e 3, indica un agente antischiuma
- Un valore compreso tra 4 e 6, indica un emulsionante W/O (water/oil, micelle contenenti acqua disperse in olio)
- Un valore compreso tra 7 e 9, indica un umettante
- Un valore compreso tra 8 e 18, indica un emulsionante O/W (oil/water, micelle contenenti olio disperse in acqua)
- Un valore compreso tra 13 e 14 è tipico di un detergente
- Un valore compreso tra 10 e 18 indica un solubilizzatore o idrotropo

## Il metodo Davies
Nel 1957, Davies suggerì un metodo di calcolo basato sui gruppi chimici delle molecole, in grado di tenere conto dell'effetto di gruppi idrofili/lipofili diversi:
{\displaystyle HLB=7+m*H_{h}-n*H_{l}}
In cui:
- {\displaystyle m} è il numero dei gruppi idrofili nella molecola
- {\displaystyle H_{h}} è il valore dei gruppi idrofili
- {\displaystyle n} è il numero di gruppi lipofili nella molecola
- {\displaystyle H_{l}} è il valore dei gruppi lipofili

In tensioattivi in cui siano presenti più gruppi funzionali bisogna considerare l'effetto complessivo, sommando l'effetto di tutti i gruppi funzionali presenti. I valori di alcuni gruppi sono riportati nella tabella seguente:
| Gruppo             | Valore | Gruppo            | Valore |
| ------------------ | ------ | ----------------- | ------ |
| -OSO−3 Na+         | 38.7   | -O-               | 1.3    |
| -COO- K+           | 21.1   | -OH (sorbitano)   | 0.5    |
| -COO- Na+          | 19.1   | -CH-              | -0.475 |
| Ammina terziaria   | 9.4    | -CH2-             | -0.475 |
| Estere (sorbitano) | 6.8    | -CH3              | -0.475 |
| Estere libero      | 2.4    | =CH-              | -0.475 |
| -COOH              | 2.1    | -(CH2-CH2-O)-     | +0.33  |
| -OH                | 1.9    | -(CH2-CH2-CH2-O)- | -0.15  |